# 平田勝男
平田 勝男（ひらた かつお、1959年7月31日 - ）は、長崎県松浦市出身の元プロ野球選手（内野手、右投右打）、プロ野球コーチ。現在は阪神タイガースで二軍監督を務めている。

## 経歴

### プロ入りまで
松浦市今福町出身。長崎市の海星高等学校に進学し、2年生で遊撃手のレギュラーになると、1年先輩の好投手酒井圭一を擁して第58回全国高等学校野球選手権大会に出場したが、準決勝でPL学園高等学校に延長戦の末に敗れた。翌年の第49回選抜高等学校野球大会にも出場し、同大会では開会式の選手宣誓を行っている。2回戦（初戦）で、高知県立中村高等学校の山沖之彦投手に抑えられ敗退した。
卒業後は明治大学に進み、当時の野球部監督・島岡吉郎の指導を受けた。東京六大学野球リーグでは在学中4回優勝し、全日本大学野球選手権大会で3回、明治神宮野球大会でも1979年に優勝した。リーグ通算83試合で307打数96安打、打率.313、2本塁打、39打点。ベストナイン4回。大学時代から犠牲バントの技術があり、1980年から2年連続出場した日米大学野球では、解説者に「平田のバントは百発百中」と紹介されていた。大学同期にはエースの森岡真一（日産自動車）らがいる。なお、4年時の大学選手権優勝以来同校はこの大会でのタイトルから遠ざかっていたが2019年に優勝すると当時1年生であった善波達也明大監督（広澤克実らと同期）が優勝インタビューで平田を含む当時のメンバー9人の名前を挙げた。

### プロ入り後
1981年のドラフト2位で横浜大洋ホエールズと阪神タイガースの重複指名の結果、クジを引き当てた阪神に入団した。
当時の平田は非力な打撃から、明大の島岡監督は「プロに入っても成功しない」と考えていた。平田も島岡の考えに従い社会人野球へ進むことを決めており、入団交渉の際も別室で控え島岡に交渉を任せていた。島岡は阪神側に「平田はプロには行かせない」と断りを入れる。しかし阪神の安藤統男新監督（慶大OB）が「六大学時代は島岡さんによくやられました」などとしきりに持ち上げたことに機嫌を良くした島岡は、別室に控えさせていた平田を呼び、「お前、阪神に行け」とその場で命令したと平田本人が後に語っている（島岡は特に早慶へ強い対抗心を抱いていた）。
当時、阪神の遊撃レギュラーは真弓明信だったが、1983年5月に故障したことで、後継として遊撃手に定着する。復帰後の真弓は岡田彰布の故障で空いた二塁手に回った。同年は83試合に先発出場。
1984年には規定打席（29位、打率.268）に達し、同年から1987年までダイヤモンドグラブ賞・ゴールデングラブ賞を獲得し、守備の名手として活躍した。阪神が21年ぶりのセ・リーグ制覇、そして初の日本一に輝いた1985年には打撃も好調を維持し、7番打者ながら50打点以上を記録した。また、同年10月10日の対ヤクルトスワローズ戦（阪神甲子園球場）でプロ初・野球人生初の満塁本塁打を放っている。同年の西武との日本シリーズでは、第1戦に3安打、通算22打数7安打1打点とチーム日本一に貢献した。
1988年に村山実監督が就任し、遊撃手のレギュラーは和田豊となり、主に控えとなった。以降は出場試合数が100試合を切ったが、守備力とバントの技術で貴重な控えとして貢献した。1990年は8試合の先発出場にとどまるが、打撃は好調で、主に代打として打率.347の好成績を残している。
1994年に現役引退。10月1日の対広島東洋カープ戦（甲子園）が引退試合となり、二番・遊撃で先発出場。現役最終打席は中村勝広監督から「振って来い」と送り出されるも、平田自身の判断による送りバントであった。現役時代は、中西清起・平田・木戸克彦の3人で「NHKトリオ」と呼ばれていた。

### 現役引退後
引退後は毎日放送解説者・スポーツニッポン評論家（1995年 - 1996年）を経て、1997年に一軍内野守備コーチとして阪神に復帰。1999年から2000年は一軍守備コーチ、2001年には一軍守備走塁コーチを務めた。コーチ時代も常に大声のムードメーカーで、指導は「厳しく楽しく」がモットーであった。
2002年、大学の先輩である星野仙一監督就任を機に、監督専属広報及び専属運転手に就任した。その際、送迎車のナンバープレートの数字を「1001」（仙一）などいろいろ考えた末に「731」にして、星野監督に「何で731なんだ？」と聞かれ、「僕の誕生日です」と答えて星野監督に怒られかけた。
星野が監督を勇退した2004年からは、岡田彰布の下で一軍ヘッドコーチとして現場復帰した。2005年9月7日の中日ドラゴンズ戦（ナゴヤドーム）では、9回裏本塁のクロスプレーでの微妙な判定に対し、球審の橘高淳を突き飛ばして退場処分を受けた。
2007年からは二軍監督を務め、2010年には4年ぶりのウエスタン・リーグ優勝を果たしたが、シーズン終了後退団した。
2011年シーズンより毎日放送解説者、スポーツニッポン評論家に復帰した。復帰後の初仕事は、東北楽天ゴールデンイーグルスの監督に就任した星野へのインタビューだった。
2012年には、野球解説・評論活動と並行しながら、「芦屋学園スポーツモダニズムプロジェクト」のメンバーに招聘され、同年4月からは、同学園が運営する芦屋大学の客員教授に就任した。
2013年からは二軍監督として、2年ぶりに現場に復帰。2014年も同職を務め、2015年は一軍ヘッドコーチ、2016年からは一軍チーフ兼守備走塁コーチ、2019年からは二軍監督を務めた。
2019年6月14日、13日のオリックス・バファローズ戦で、選手交代の通告を怠ったとして、斉藤惇コミッショナーから厳重注意が下された。
2021年、自身の指揮する二軍が7月30日の対オリックス戦（阪神鳴尾浜球場）から9月15日の対ソフトバンク戦（甲子園）にかけて引き分けを挟んだ18連勝を達成し、1999年に読売ジャイアンツが達成した15連勝を上回るファーム日本新記録を樹立した。その後福岡ソフトバンクホークスと激しい首位争いを繰り広げたが、9月24日の対オリックス戦（甲子園）に勝利したことでチームを3年ぶりのリーグ優勝へと導いた。チーム最終成績は106試合で65勝34敗7分け、勝率は.657であった。その後、10月9日に行われたファーム日本選手権（ひなたサンマリンスタジアム宮崎）でイースタン・リーグ優勝チームの千葉ロッテマリーンズを下し、ファーム日本一を達成した。
一軍監督に岡田が復帰した2023年から、一軍のヘッドコーチに復帰。その年の現役ドラフトでは阪神はソフトバンクの大竹耕太郎を指名したが、これは二軍監督だった平田がファームで対戦した大竹の力量を高く評価していたからであった。この年には、現役時代の1985年以来38年ぶりに日本シリーズ制覇を経験している。
2025年からは再び二軍監督を務める。

## 選手としての特徴
非力ではあるものの、犠打などの小技と勝負強さを兼ね備えた打撃と堅実な守備が武器。1987年まで遊撃のレギュラーとして4年連続でゴールデングラブ賞を受賞し、その後は貴重な控え選手としてチームを支えた。山本和行は、「自分の捕れる打球は絶対にエラーしなかった。それだけでも投手としては計算ができるし、安心して投げられる」と平田の守備を評価している。深い守備位置から矢のような送球で打者走者を刺す強肩の持ち主で、1985年の日本シリーズでも随所で好守備を連発した。

## 人物
学生時代は、試験勉強やレポートの提出はおろそかにしていたが、当時、明大教授であった栗本慎一郎が後に「レポートの文章に、一字一句参考書を楷書で書き写してきたのは平田だけだ。本来はこういう参考書をそのまま書き写したり模写しただけの学生には単位はやらないが、平田の几帳面さに免じて単位を出した」と語るほど繊細な一面もある。この話は試験期間が近づくと毎年のように栗本が講義で話していた。
阪神の指導者としては若手選手に厳しい言葉をたびたび投げ掛けているが、二軍監督時代の2019年に阪神鳴尾浜球場で立ち会った横田慎太郎外野手の引退試合（ウエスタン・リーグのシーズン最終戦だった9月26日の対福岡ソフトバンクホークス戦）では、9回表から中堅の守備に就く予定だった横田を8回表の途中から出場させた。横田は2016年のレギュラーシーズン開幕当初に一軍の正中堅手へ抜擢されながら、翌2017年に脳腫瘍を発症した影響で「打球が二重に見える」といった視覚面の問題を抱えていたが、平田によれば「外野の守備へ必ずダッシュで向かう姿に好感を持っていたので、その姿を最後にファンへ見せたかった（ので、3年近く経験していなかった中堅の守備に予定より早く就かせた）」という。当の本人は、二死二塁の局面から塚田正義が打ったゴロ（記録は中前安打）を捕球すると、「本塁へのノーバウンド送球で二塁走者の水谷瞬を補殺する」というファインプレー（いわゆる「奇跡のバックホーム」）で現役生活を締めくくった。
ミッキーマウスに似ていることと、明るく外交的な性格から、阪神の現役選手時代にはミッキーという愛称で親しまれていた。MBSラジオの野球解説者に復帰していた時期にも、同局のプロ野球中継で阪神戦の解説を務める場合には、「帰って来たお祭り男」（2012年以降は「トラのお祭り男」）というキャッチフレーズが付けられていた。一軍コーチの在任中にチームがセ・リーグ優勝や日本シリーズ制覇を果たした際には、祝勝会の「ビールかけ」で以下の逸話を残している。
- 2005年セ・リーグ優勝時の祝勝会では、当時の主力選手だった金本知憲の誘いから、壇上で挨拶を始めた岡田監督（早稲田大学野球部の出身で東京六大学リーグの先輩）に対して「よっ! 岡田!」と威勢良く呼び捨て。さらに、「日本一になったら俺を胴上げしてくれ!」と高らかに叫んだ。もっとも、チームはその後の日本シリーズでは第1戦から千葉ロッテマリーンズに4連敗を喫したため、胴上げは幻に終わった。
- 岡田監督の下で2023年に日本シリーズを（自身の現役時代の1985年以来）38年ぶりに制覇した際の祝勝会（11月6日の未明に大阪府内で開催）では、「中締め」の挨拶で登壇すると「宴も竹中直人（たけなわ）ですが、日もどっぷり暮れたところで、中島みゆき（中締め）させていただきます」というオヤジギャグをいきなり披露。居合わせた選手に向けて「38年ぶり、岡田監督（と）平田ヘッド（コーチ）の選手の頃に、やっと君らは追いついた。これからは追い越してみろー！」とのハッパを掛けた後に、アサヒビールがビールかけ用に提供していたアサヒスーパードライの中瓶を手にしながら、代表取材用のテレビカメラに向かって「全国の野球ファンのみなさん、おつかれ生です。スーパードライ！コマーシャル待ってます！」と叫んで祝勝会を締めくくった[28]。この一連の挨拶がテレビ・ラジオ番組やYouTubeなどを通じて大きな話題になったことから、アサヒビールでは平田に対して「コマーシャル」への出演を打診[29]。本人が登場するYouTube向けの「コマーシャル」や関西エリア向けのポスターが実際に作られた[30]ほか、平田がビールジョッキを手に乾杯する写真と「おつかれ生です。」というフレーズを織り込んだフェイスタオルを、阪神タイガースが「期間限定の公式グッズ」として発売する事態に至った[31]。
  - アサヒビールは阪神タイガースのオフィシャルスポンサー[30]で、「日本のみなさん! おつかれ生です。」というフレーズを、アサヒ生ビール〈マルエフ〉のCMやポスターに使用。平田は「『アサヒ生ビール』のテレビCMが大好き」とのことで、このフレーズを祝勝会の「中締め」に拝借したという[32]。その一方で、前述したオヤジギャグについては、（1985年に「日本一」を達成した際のチームメイトであった）中西清起が現役時代によく使っていたことを明かしている[32]。
  - 「アサヒ生ビール」イメージキャラクターの1人として当時CMへ出演していた松下洸平は、祝勝会の翌週（2023年11月14日）に「アサヒ生ビール」関連のイベントへ出演した際に、「『僕に代わって平田コーチがCMに出るんじゃないか』っていう不安がある」「（平田が中締めで）お持ちだった瓶が（同じアサヒビールの製品でも）『スーパードライ』だったので、そこはぜひ『マルエフ』の瓶を持っていただきたかった」とコメント[33]。一方の平田は、「コマーシャル」出演のオファーが阪神球団へ届いた直後に、「いやいやいや、とんでもない。僕ごときがおこがましい。勢いで締めのあいさつで『アレ』（フレーズを拝借）しただけなのに、そんな話（出演の打診）をしていただくだけでありがたい。本当はCM（への出番）が欲しいわけじゃなく、（祝勝会で気分が高揚していた）ノリで言っちゃったんで、そこは反省もしている」と語っていた[34]。
  - 実際に平田が出演に至った「コマーシャル」とは、「野球ファンのみなさん、おつかれ生です。」と銘打たれた「アサヒ生ビール」のPR動画（56秒）で、2023年11月24日からYouTube上のアサヒビールグループ公式チャンネルで配信。動画の制作に際しては、本人が「全国の野球ファンのみなさん! おつかれ生です。スーパードライ! コマーシャル待ってます!」と絶叫したシーンの映像（朝日放送テレビが撮影していた祝勝会の映像の一部）と、CMのテーマソングでもある『元気を出して』（竹内まりや）の音源を使用している。その一方で、平田がタイガースのユニフォーム姿で「アサヒ生ビール」の中瓶を手にした映像や、「『マルエフ』はもう間違いなく、『スーパードライ』と共に、『野球』だけに『ヒット』商品」と語った映像を新たに収録[30]。そのうえで、「『おつかれ生です。』は、スーパードライじゃなく、マルエフなんです。」と大きく記された字幕を添えている。同年12月からは、この「コマーシャル」を関西地方の映画館などでも上映。
  - また、チームの優勝記念旅行でハワイ（アメリカ合衆国）に滞在中の2023年12月13日（現地時間。日本時間14日）にも、ホノルルのホテルで開かれた優勝記念パーティーで「『コマーシャル』が殺到しておりますので」と言いながら「中締め」の挨拶に登壇。スタッフに用意させたアサヒスーパードライの中瓶を手に「皆さん。1年間、お疲れ生でした」というフレーズで参加者を労った後に、「中締めみゆきの挨拶」と称して「（『宴も竹中直人』と言い掛けたところで）円もね、（ハワイに向けて関西国際空港を出発した13日の時点で1ドルに対する為替レートが）145円。ハワイでのショッピングがなかなか大変な世の中になってきましたが、皆さんハワイを楽しみましょう。エンジョイ!ハワイ!かいさ～ん（解散）!」といったスピーチで場内を沸かせた[35][36]。

## 詳細情報

### 年度別打撃成績
| 年 度      | 球 団      | 試 合 | 打 席 | 打 数 | 得 点 | 安 打 | 二 塁 打 | 三 塁 打 | 本 塁 打 | 塁 打 | 打 点 | 盗 塁 | 盗 塁 死 | 犠 打 | 犠 飛 | 四 球 | 敬 遠 | 死 球 | 三 振 | 併 殺 打 | 打 率 | 出 塁 率 | 長 打 率 | O P S |
| ---------- | ---------- | ----- | ----- | ----- | ----- | ----- | -------- | -------- | -------- | ----- | ----- | ----- | -------- | ----- | ----- | ----- | ----- | ----- | ----- | -------- | ----- | -------- | -------- | ----- |
| 1982       | 阪神       | 23    | 22    | 17    | 3     | 4     | 0        | 0        | 0        | 4     | 1     | 1     | 0        | 2     | 0     | 2     | 0     | 1     | 2     | 0        | .235  | .350     | .235     | .585  |
| 1983       | 阪神       | 100   | 340   | 292   | 33    | 73    | 12       | 1        | 2        | 93    | 28    | 1     | 2        | 22    | 1     | 20    | 1     | 5     | 25    | 8        | .250  | .308     | .318     | .627  |
| 1984       | 阪神       | 128   | 493   | 437   | 42    | 117   | 24       | 1        | 6        | 161   | 41    | 2     | 0        | 24    | 2     | 28    | 0     | 2     | 26    | 9        | .268  | .313     | .368     | .682  |
| 1985       | 阪神       | 125   | 455   | 402   | 47    | 105   | 15       | 2        | 7        | 145   | 53    | 6     | 2        | 25    | 1     | 23    | 0     | 4     | 35    | 12       | .261  | .307     | .361     | .668  |
| 1986       | 阪神       | 124   | 448   | 405   | 47    | 108   | 15       | 1        | 5        | 140   | 33    | 1     | 2        | 22    | 0     | 16    | 0     | 5     | 41    | 7        | .267  | .303     | .346     | .648  |
| 1987       | 阪神       | 126   | 454   | 418   | 30    | 109   | 15       | 0        | 3        | 133   | 21    | 3     | 2        | 13    | 0     | 21    | 0     | 2     | 42    | 16       | .261  | .299     | .318     | .618  |
| 1988       | 阪神       | 90    | 200   | 180   | 12    | 51    | 9        | 1        | 0        | 62    | 16    | 0     | 3        | 7     | 1     | 10    | 1     | 2     | 24    | 3        | .283  | .326     | .344     | .671  |
| 1989       | 阪神       | 89    | 119   | 102   | 7     | 14    | 3        | 1        | 0        | 19    | 6     | 1     | 0        | 9     | 1     | 6     | 2     | 1     | 9     | 3        | .137  | .191     | .186     | .377  |
| 1990       | 阪神       | 60    | 84    | 72    | 6     | 25    | 3        | 0        | 0        | 28    | 10    | 0     | 2        | 6     | 1     | 5     | 0     | 0     | 6     | 4        | .347  | .385     | .389     | .774  |
| 1991       | 阪神       | 44    | 54    | 49    | 5     | 13    | 1        | 0        | 0        | 14    | 2     | 0     | 1        | 2     | 0     | 2     | 0     | 1     | 8     | 1        | .265  | .308     | .286     | .593  |
| 1992       | 阪神       | 40    | 55    | 48    | 2     | 8     | 2        | 0        | 0        | 10    | 6     | 3     | 0        | 5     | 0     | 0     | 0     | 2     | 8     | 2        | .167  | .200     | .208     | .408  |
| 1993       | 阪神       | 29    | 29    | 28    | 1     | 6     | 1        | 0        | 0        | 7     | 3     | 1     | 0        | 0     | 1     | 0     | 0     | 0     | 3     | 0        | .214  | .207     | .250     | .457  |
| 1994       | 阪神       | 1     | 1     | 0     | 0     | 0     | 0        | 0        | 0        | 0     | 0     | 0     | 0        | 1     | 0     | 0     | 0     | 0     | 0     | 0        | ----  | ----     | ----     | ----  |
| 通算：13年 | 通算：13年 | 979   | 2754  | 2450  | 235   | 633   | 100      | 7        | 23       | 816   | 220   | 19    | 14       | 138   | 8     | 133   | 4     | 25    | 229   | 65       | .258  | .302     | .333     | .635  |

### 表彰
- ゴールデングラブ賞：4回（遊撃手部門：1984年 - 1987年）
- ヤナセ・阪神タイガースMVP賞：1回（1984年[37]） ※受賞者第1号

### 記録
初記録
- 初出場：1982年4月7日、対中日ドラゴンズ3回戦（ナゴヤ球場）、6回表に宇田東植の代打として出場
- 初安打：1982年7月31日、対読売ジャイアンツ19回戦（阪神甲子園球場）、8回裏に新浦壽夫から単打
- 初打点：1982年9月2日、対横浜大洋ホエールズ23回戦（横浜スタジアム）、7回表に平松政次から適時打
- 初先発出場：1983年5月7日、対ヤクルトスワローズ2回戦（明治神宮野球場）、「2番・遊撃手」として先発出場
- 初本塁打：1983年5月28日、対読売ジャイアンツ8回戦（阪神甲子園球場）、1回裏に新浦壽夫からソロ

その他の記録
- オールスターゲーム出場：1回（1985年）

### 背番号
- 30（1982年 - 1994年）
- 71（1997年 - 2001年）
- 78（2004年 - 2010年、2015年[38] - ）
- 72（2013年 - 2014年）

## 関連情報

### 出演番組

#### テレビ
- 侍プロ野球（MBSテレビ、2011年・2012年）
- 猛虎ファイル→withタイガース'12（MBSテレビ、2011年・2012年、阪神の選手や戦い振りを評価する「平田勝男の勝つ!」→「平田勝男の勝躍男」を担当）
- せやねん!（MBSテレビ、阪神二軍監督時代から「せやねん!スポーツ」へ不定期でゲスト出演、解説者として2011年7月2日から2012年10月13日まで同コーナーレギュラー）
- ちちんぷいぷい（MBSテレビ、阪神を中心とするプロ野球の話題を扱う場合に不定期で出演）

#### ラジオ
- MBSタイガースライブ（MBSラジオ、2011年・2012年）
- MBSとらぐみタイガースライブ!木曜日（MBSラジオ、2011年度のナイターオフ番組）
- 堀江政生のほり×ナビ（ABCラジオ、2016年10月19日放送分「吉田義男のあの人は今 元・プロ野球選手名鑑」にスタジオ出演）

### 広告
- アサヒビール「アサヒ生ビール〈マルエフ〉」（2023年11月24日 - ）[30]